# Fermín de Amiens
San Fermín de Amiens (en latín, Firminus; Pamplona, c. 272-Amiens, 25 de septiembre de 303) fue un santo y mártir legendario hispano, así como misionero cristiano, primer obispo de Amiens, cuya iglesia mandó construir. También es considerado, por tradición oral, como primer obispo de Pamplona aunque no hay constancia documental sobre ello e, incluso, se cuestiona si existió.
Es patrón de Amiens y Lesaka, patrón de la diócesis de Pamplona-Tudela y por Breve Papal de 1657, copatrón de Navarra junto con san Francisco Javier (que, a su vez y con mayor precisión, es formalmente patrón de la Diputación del Reino de Navarra por acuerdo adoptado tras su canonización, 12 de marzo de 1622, y jurado solemnemente el 2 de agosto de ese año).
Es venerado el 7 de julio, cuyo culto se celebra, a nivel local, en Lesaca, con sus fiestas patronales, y en Pamplona, con el comienzo de las fiestas de San Fermín, llamada popularmente Sanfermines.

## Entre la leyenda y la realidad
Aunque se dice que vivió en el siglo III, la leyenda de Fermín es una creación del siglo IX. Probablemente tiene su origen en la diócesis de Toulouse, que se esforzó en difundir la devoción a san Fermín. Si hubo un Fermín histórico es totalmente desconocido y probablemente no fue más que un nombre en una lápida en torno al cual se labró una edificante leyenda.
Ninguna fuente histórica menciona la existencia de un personaje llamado Fermín. Las fuentes hagiográficas que le conciernen son tardías e improbables. El nombre de Fermín o Firmin no aparece en las letanías de la iglesia de Amiens antes de finales del siglo VIII. La incertidumbre sobre la persona en cuestión es tal que fue identificado, en ese momento, a veces como mártir, a veces como confesor. A finales del siglo IX, apareció una duplicación hagiográfica que distingue a Fermín el Mártir de un Fermín el Confesor. Investigadores actuales plantean la posibilidad de que san Fermín de Amiens sea el mismo personaje que san Fermín de Mende.
Durante una investigación realizada en 1970 por historiadores navarros y un arqueólogo de Amiens, se determinó que la historia de san Fermín no tiene base histórica alguna. Esto sería confirmado también por el historiador Roldán Jimeno Aranguren, en su tesis doctoral.
Según consta, nació en el siglo III en Pompaelo (la actual Pamplona). Era hijo de un senador pagano de nombre Firmo, probablemente un alto funcionario de la administración romana de Pamplona, y de una noble dama de nombre Eugenia.

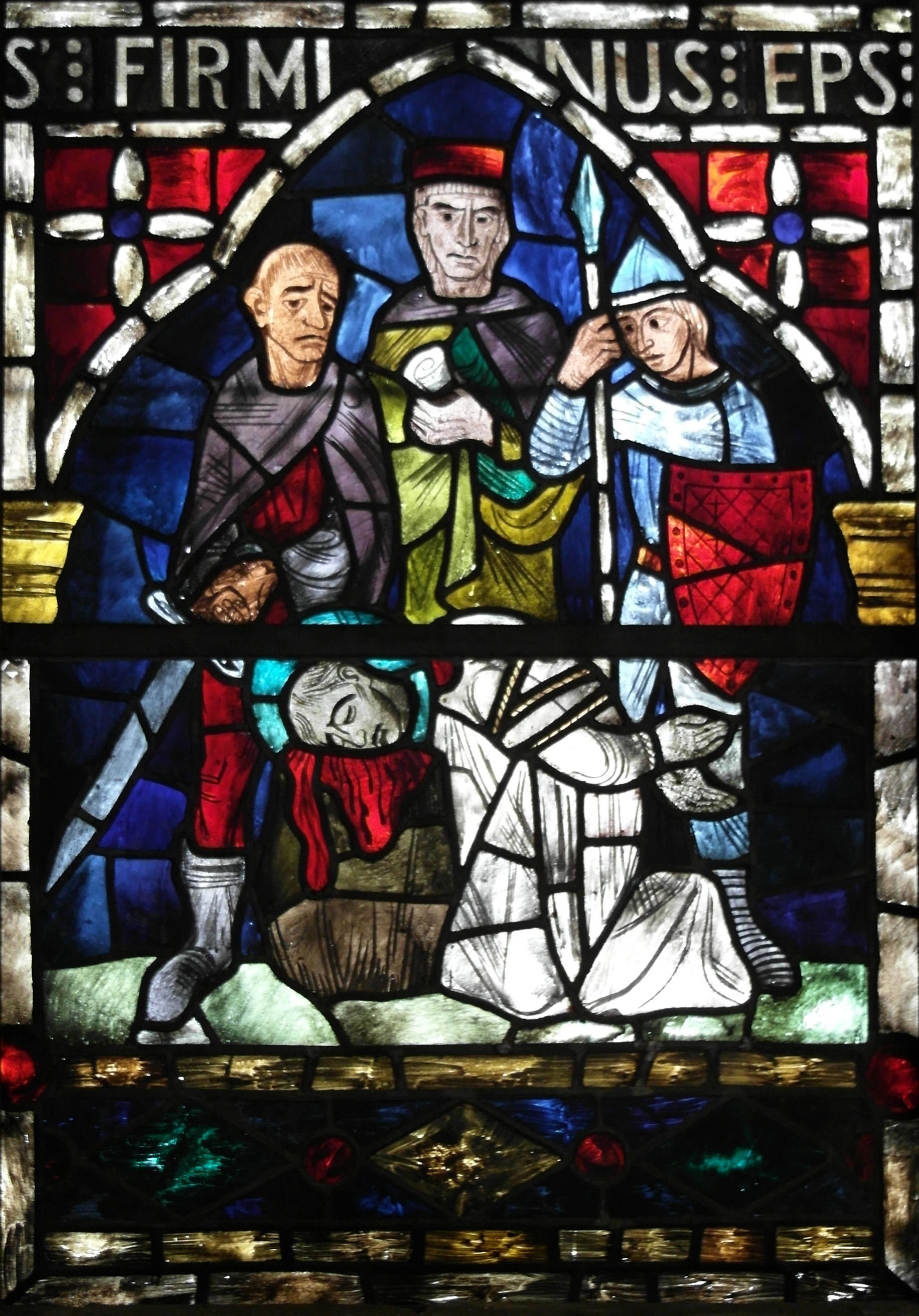
Degüello de san Fermín, en una vidriera de la iglesia de Roncesvalles.

La predicación de san Honesto, quien había marchado a la península tras ser milagrosamente liberado de su prisión en Carcasona, conmovió a sus padres, quienes, sin embargo, no se convirtieron hasta oír a san Saturnino de Tolosa. El santo habría bautizado a Fermín y a sus padres en el lugar que hoy se llama popularmente pocico de San Cernin.
Bajo la tutela de Honesto, el joven Fermín aprendió la religión y el arte de la evangelización. A los 18 años fue enviado a Tolosa, donde sería ordenado. Tras predicar en Navarra, marchó a la Galia (actual Francia) y se asentó en Amiens. Después de organizar la iglesia local, fue nombrado obispo a los 24 años. La oposición oficial a la doctrina cristiana le granjeó la cárcel, donde, tras negarse a cesar su prédica, fue degollado.
La Abadía de Saint-Acheul en Amiens fue fundada en 1085 sobre la supuesta tumba de san Fermín. Bajo el coro de la iglesia abacial hay una bóveda en el lugar donde se descubrió milagrosamente el cuerpo de san Fermín. Según la leyenda, el lugar del cuerpo fue revelado al obispo Salvio de Amiens, quien dispuso que lo llevaran a la catedral de Amiens. La veneración de san Fermín fue de gran importancia religiosa y económica para Amiens durante la Edad Media y la época moderna. Surgieron leyendas para explicar el descubrimiento de las reliquias del santo, la mayoría de las cuales se encontraban en Amiens. 
La leyenda de san Fermín no llegó a Pamplona hasta el siglo XII, cuando el obispo Pedro de París llevó en 1186 de Amiens a Pamplona una reliquia de la cabeza del santo. A partir de aquí, la ciudad decidió celebrar la ocasión con un acto anual. A lo largo de los siglos, la fiesta del santo, la antigua feria anual y el encierro y las corridas de toros posteriores se han fusionado. Esta fiesta mezcla la leyenda del martirio de san Saturnino y el toro, con la de la decapitación de san Fermín. El pañuelo rojo atado alrededor del cuello de los participantes recuerda la decapitación de san Fermín.
Actualmente su santoral se celebra el 7 de julio. En Pamplona se conmemora con unas fiestas de fama internacional, los Sanfermines, en las que destacan los encierros, así como las corridas de toros pertenecientes a la feria del toro, una de las ferias más señeras del panorama taurino mundial.
Es además patrono de las cofradías de boteros, vinateros y panaderos.

## Disputa por el Patronazgo de Navarra

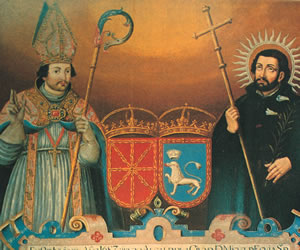
Representación barroca de San Fermín (izquierda) y San Francisco Javier, principales copatronos del Reino de Navarra. También son visibles los escudos de Navarra y Pamplona.

San Fermín de Amiens es copatrón de toda Navarra, compartiendo este título con san Francisco Javier desde que el Papa Alejandro VII tuviera que intervenir en 1657 para poner fin a tres décadas de polémicas que dividieron a los pueblos e instituciones navarras, entre partidarios de uno u otro santo: Los partidarios de san Fermín ―el Cabildo Catedral y el Ayuntamiento de Pamplona― y los que pugnaban por san Francisco Javier ―los jesuitas y la Diputación de Navarra―. Dicho conflicto nació del fervor popular motivado por la canonización de Francisco Javier y en un contexto de renovación de la Iglesia. Se argumentaron todo tipo de razonamientos a favor y en contra del patronazgo de uno u otro santo, posturas que eran opuestas e irreconciliables. El asunto se zanjó con el nombramiento compartido de los dos santos como copatrones de Navarra en 1657.

## Galería

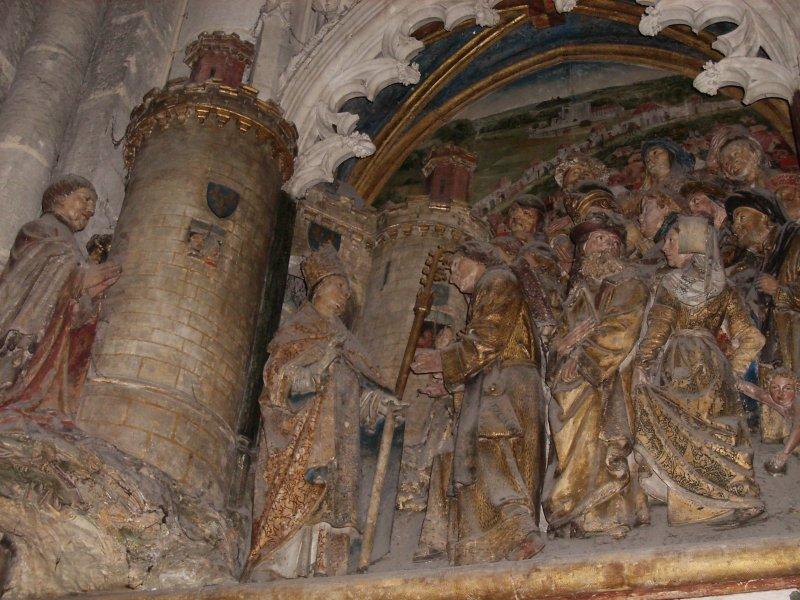
Bajorrelieve de la leyenda de San Fermín en la Catedral de Amiens (1)
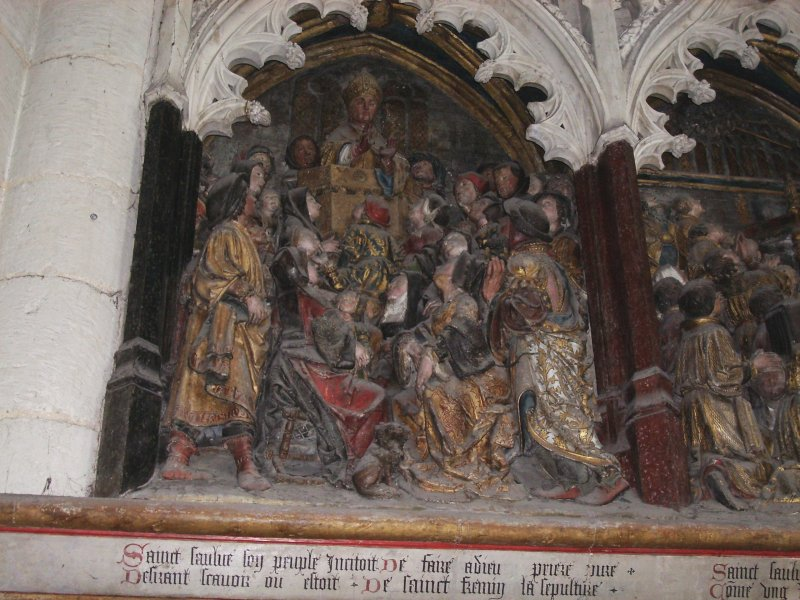
Bajorrelieve de la leyenda de San Fermín en la Catedral de Amiens (2)
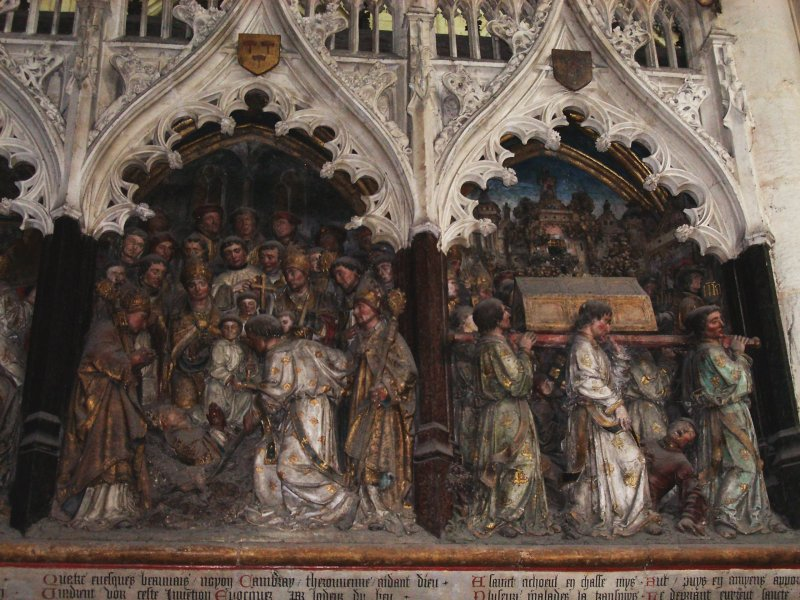
Bajorrelieve de la leyenda de San Fermín en la Catedral de Amiens (3)
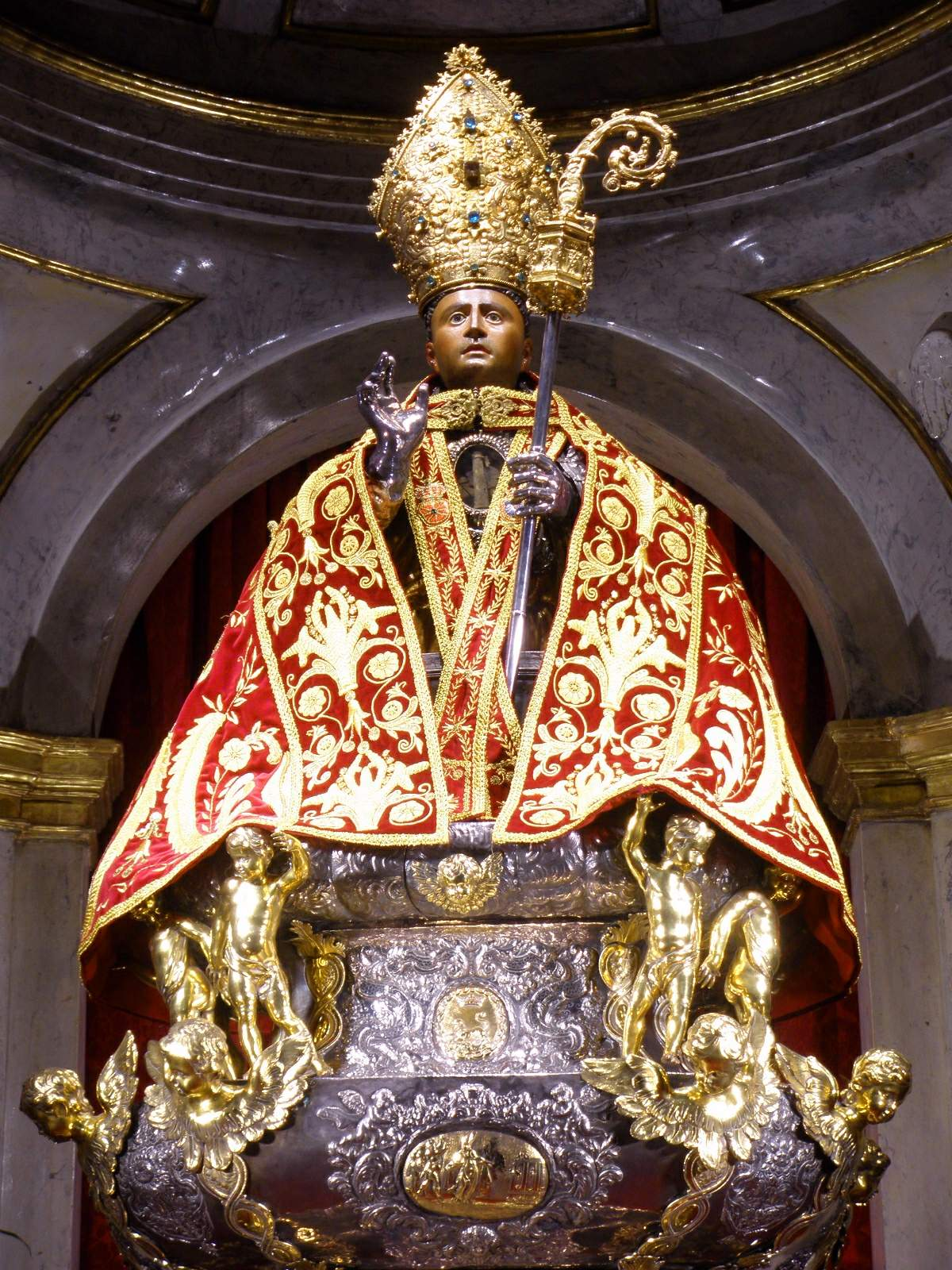
Relicario en la Iglesia de San Lorenzo de Pamplona